# Kristel Kicks
Kristel Kicks was een Nederlands radioprogramma op de jongerenzender Slam!FM, gepresenteerd door Kristel van Eijk.
Iedere maandag tot en met donderdagavond was het programma te horen van 19.00 tot 22.00. Het programma is gestopt, omdat Kristel de overstap heeft gemaakt naar BNN/3FM en Uruzgan FM.                           

## Vaste items
- Top of Stop: een item waarin luisteraars hun mening kunnen geven over nieuwe muziek. Dankzij dit item konden luisteraars de SLAM!BOX winnen.
- Relation Rescue: een item waarin luisteraars hun relationele problemen kwijt konden. Zij konden hierbij advies vragen aan andere SLAM!FM luisteraars.
- Fashion Update: een item waarin Gaby Zwaan (een trendwatcher) een wekelijkse mode update doet.
- Discussie: Kristel startte een discussie die inspeelt op de actualiteit of iets wat ze zelf had meegemaakt. Luisteraars konden hun mening geven.